# Bene József
Bene József (Székelydálya, 1903. június 24. – Ulm, NSZK, 1986. május 20.) magyar grafikus, könyvművész és festő, a görög enkausztika újrafelfedezője.

## Életpályája
A székelyudvarhelyi református kollégiumban érettségizett, majd a bukaresti Szépművészeti Akadémián Camil Ressu, G. D. Mirea, Fritz Storck és Costin Petrescu növendékeként festészeti és iparművészeti szakot végzett. Középiskolás korában a helyi gimnáziumok diáklapjait illusztrálta; a főiskolai évek alatt a bukaresti lapokba rajzolt, majd Marosvásárhelyen, 1945 után Kolozsvárt kapcsolódott be a magyar könyvgrafikai tevékenységbe. A KZST tagja volt; a kolozsvári Ion Andreescu Képzőművészeti Főiskola textil tanszékének vezető tanára (1949-72), közben dékán, tanulmányi igazgató.
Érzékeny, mesélő kedvű részese a romániai magyar ifjúsági és gyermekirodalom fejlődésének. Plakátjaival és az általa tervezett borítóval indult útjára a Napsugár, melynek sokáig szerkesztőbizottsági tagja volt. Az Utunk, a Korunk, az Igaz Szó és szinte valamennyi romániai magyar napilap közölte illusztrációit. Könyvgrafikai munkái közül kiemelkedett Benedek Elek Mesék és Táltos kecske (magyar, román és német nyelvű kiadás), Nagy István A mi lányaink, Asztalos István Fiatal szívvel, Székely János Itthon vagyok, Kiss Jenő Gyermeksíp című kötetéhez s a Moldvai csángó népdalok és népballadákhoz készített borítója, kötésterve és illusztrációja; Kacsó Sándor Száműzetéseim című verskötetében 8 grafikával szerepelt.

## Egyéni kiállítások (válogatás)
- 1927 • Brassó
- 1928 • Sepsiszentgyörgy
- 1932, 1935 • Székelykeresztúr
- 1957, 1960 • Kolozsvár
- 1967 • Marosvásárhely
- 1968 • Csíkszereda • Székelyudvarhely
- 1970 • Konstanca
- 1971 • Sepsiszentgyörgy
- 1973 • Győr • Eger • Művészeti Múzeum, Kolozsvár
- 1975 • Korunk Galéria, Kolozsvár
- 1978 • Bene József Galéria, Sepsiszentgyörgy
- 1979 • Kolozsvár.

## Csoportos kiállítások (válogatás)
- 1952 • Budapest
- 1964 • Róma
- 1973 • Román művészek kiállítása, Budapest
- 1976 • Drezda.

## Képeiből
- Lány galambbal (enkausztika, papír; 73 x 55,5 cm.) 1960-as évek[2]
- Lány hegedűvel (monotípia, 27,5 x 18,5 cm.)[3]

## Társasági tagság
- Koós Ferenc Kör
- Kemény Zsigmond Társaság

## Díjak, elismerések[4]
- 1926: Lecomte de Nouÿ főiskolai pályázati díj;
- 1958: Románia Képzőművészeti Szövetségének díja (akvarelljeiért);
- 1964: érdemes művész, Bukarest;
- 1966: Román Kulturális Érdemrend II.;
- 1973: Román Kulturális Érdemrend I.